# Ulrich Ellenbog

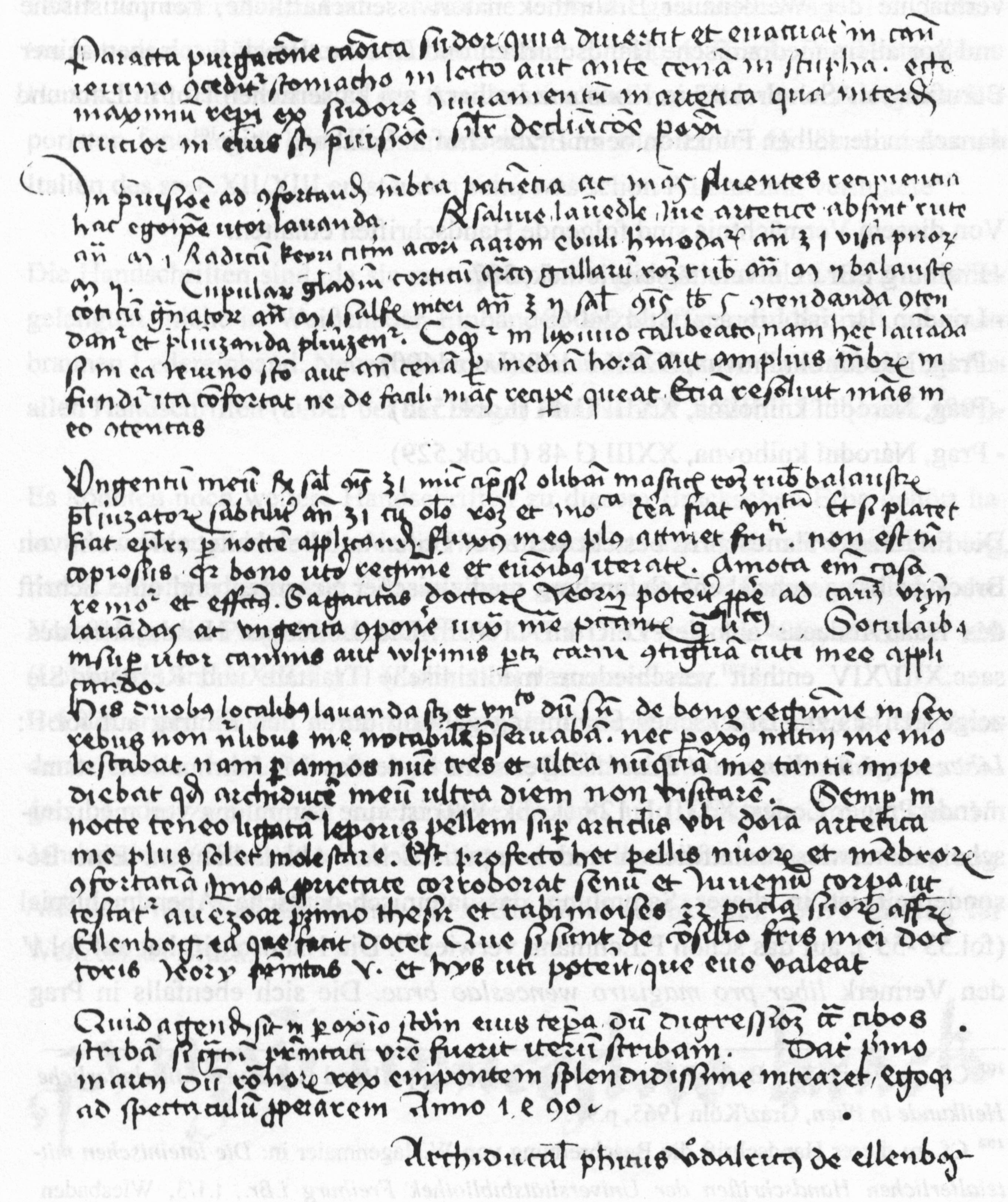
Faksimile einer Seite einer medizinischen Abhandlung von Ulrich Ellenbog aus dem Kloster Weißenau. Entstanden zw. 1490 und 1491..

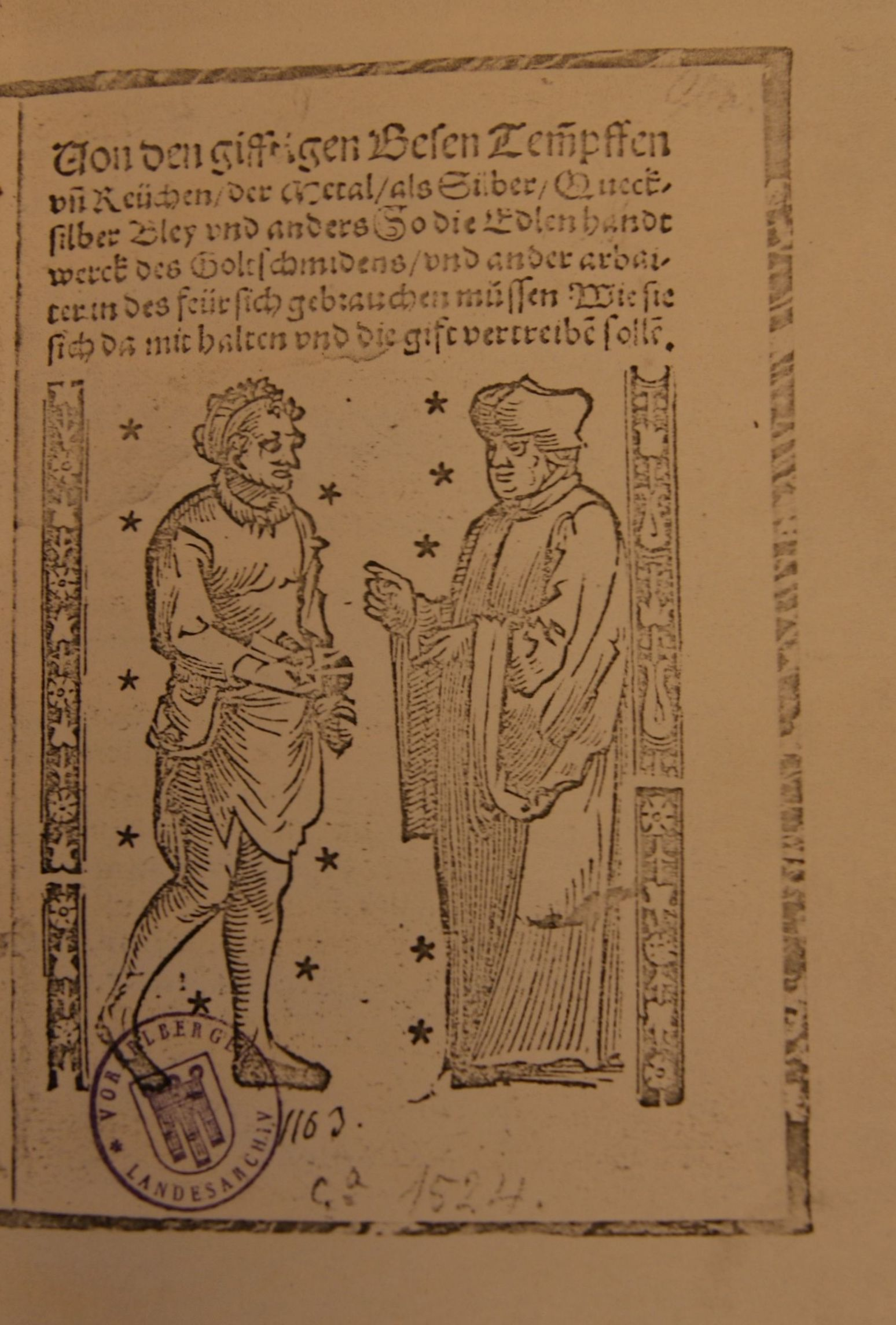
Erste Seite der Abhandlung zu den „...gifftigen Besen Tempffen ...“ aus dem Vorarlberger Landesarchiv (Vorarlberger Landesbibliothek).

Ulrich Ellenbog (* um 1435 in Feldkirch; † 19. Januar 1499 in Memmingen) war ein österreichisch-süddeutscher Arzt und Hochschullehrer.

## Leben
Ulrich Ellenbog wurde ca. 1435 als Sohn eines, vermutlich aus Ellenbogen/Bezau im Bregenzerwald stammenden, Schneiders in Feldkirch geboren. Er begann 1450 sein Studium der Freien Künste (Bacc. art.) in Wien, führte es dann 1453 in Heidelberg fort, wo er Magister artium wurde. Danach studierte er in Pavia Medizin und erhielt dort 1459 den Doktortitel. 1460 lebte er wieder in Feldkirch und beendete eine Arbeit über das Bäderwesen (Tractatulus de balneis), die noch mehrere Jahrzehnte Verbreitung fand. Darin beschreibt er unter anderem die Badeorte Elbogen, Baden im Aargau, Baden bei Wien und Markgrafenbad.
Um 1470 lebte er in Memmingen, war mit einer vermögenden Frau verheiratet und war 1474 bis 1478 bischöflicher Arzt in Augsburg. 1472 nahm er an den Feierlichkeiten anlässlich der Gründung der Universität Ingolstadt teil und war dort einer der ersten Professoren für Medizin. Kurz danach lebt er in Biberach. Im März 1481 wurde er Stadtarzt in Memmingen und auch in Ravensburg. Als Arzt wird er auch 1481 im Zusammenhang mit dem Hospital zum Heiligen Geist in Biberach erwähnt. Er wird auch als Leibarzt des Herzog Sigismund von Tirol genannt.
Drei seiner Söhne studierten, sein Sohn Nikolaus (1481–1543) war gelehrter Mönch im Kloster Ottobeuren.
Ulrich Ellenbog soll über eine reichhaltige Bibliothek verfügt haben, welche jedoch in den Bauernkriegen in Ottobeuren, wohin sie sein Sohn Nikolaus gebracht hatte, zerstört wurde.
Seine 1473 entstandene Schrift „Von den gifftigen Besen Temmpffen und Reüchen, der Metal, als Silber, Quecksilber Bley und anders So die edlen handtwerck des Goltschmidens, und ander arbaiter in des feür sich gebrauchen müssen“ hat bis in die Neuzeit weite Verbreitung gefunden, gilt als früheste arbeitsmedizinische Abhandlung und soll auch in die Werke des Paracelsus aufgenommen worden sein.

## Schriften
- Herzog Siegmunds Büchlein von den Harnleiden. 1460 (Herzog Siegmund gewidmet).[8]
- De Ptisi. 1480.
- Ordnung die doctor Ulrich von ellenbog Anno 1482 zuo Memingen der gemaind gesetzt hat, und ditz in der yetzigen anruor 1494 bestaett haut. Memmingen 1482.
- Instruktion wider die Pestilenz. Ain wunderbäre jnstruction vnd vnderwysung wider die pestilentz: herfliessend von kayserlichem hoff vnd aller bewärtesten doctoribus jn cristenlicher vn[d] haydescher nacion funden wärden mügen. Memmingen 1494.
- Hie nach volget ein gut regime[n]t vnd ordnu[n]g vnd bewert p[rae]seruatiua vnd ler. Wie man sich wider de[n] geprechen der pestilentz aufhalten vnd bewaren sol. Michael Reyser, Eichstätt 1485/1490 (Digitalisat der Herzog August Bibliothek); mehrfache Nachdrucke bis ins 20. Jahrhundert.
- Von den gifftigen Besen Temmpffen un[d] Reüchen, der Metal, als Silber, Quecksilber Bley und anders So die edlen handtwerck des Goltschmidens, und ander arbaiter in des feür sich gebrauchen müssen. Augsburg (1473) ca. 1525.